# Элиасберг, Александр Самойлович
Александр Самойлович Элиасберг (нем. Alexander Eliasberg; 1878—1924) — российский писатель, переводчик, редактор. С 1906 года жил в Германии, переводил русскую поэзию и прозу на немецкий язык.

## Биография
Александр Элиасберг родился в обеспеченной еврейской семье, в Минске. В 1902 году окончил физико-математический факультет Московского университета. В 1906 году он уехал в столицу Баварии Мюнхен. В Мюнхене Александр Элиасберг поселился в литературно-артистическом квартале Швабинге. В 1907 году Элиасбергом была составлена первая антология русской поэзии в переводе на немецкий язык «Современная русская лирика» «(нем. Russische Lyrik der Gegenwart»). В антологию вошли произведения Константина Бальмонта, Валерия Брюсова, Ивана Бунина, Зинаиды Гиппиус, Николая Минского, Фёдора Сологуба. Для составления сборника и что бы заручится согласием он начал переписку с авторами. Так состоялось заочное знакомство с русскими поэтами того времени, переросшее в дальнейшем с многими из них, в доверительные, дружеские отношения.

«Я получил Ваше письмо с приложенным к нему переводом моего „Воззвания к океану“, Ваш перевод превосходен. Он не только действительно хорош, но мне представляется, что я впервые вижу истинного своего переводчика, который чувствует не только букву текста, но и все оттенки моего стиха…»— К. Бальмонт, 18 марта 1907 года
Оформлением антологии занималась супруга Александра Элиасберга Зинаида Николаевна Васильева, выпускница частной художественной школы Генриха Книрра.
Тогда же Элиасберг начинает свое сотрудничество в «Весах» — научно-литературном и критико-библиографическом ежемесячном журнале, выходившем в Москве. В 9-м номере «Весов» за 1907 год появляются «Рассказ монастырского пастуха» австрийского писателя Макса Мелля в переводе Элиасберга и его статья о Мелле и Христиане Моргенштерне (оба были тогда малоизвестными авторами не только в России, но и в Германии). В 1908—1909 годах он становится, по сути, немецким корреспондентом журнала. Регулярно выступая на страницах «Весов» с очерками о современной немецкой литературе. За два года сотрудничества с журналом «Весы» Элиасберг успел рассказать русским читателям о таких немецких писателях, как Франк Ведекинд, Рихард Шаукаль и Петер Хилле. А после закрытия журнала в 1909 году он начинает работать с журналом «Русская мысль». Там он продолжает знакомить читателей с немецкой литературой. Он пишет статьи, посвящённые отдельным авторам (Детлеву фон Лилиенкрону, Максу Броду), переводы (повесть М. Брода «Прислуга-чешка»). Статьи Элиасберга в «Весах» и «Русской мысли» создают панораму немецкой литературы за 1908—1913 годы.
Одновременно с сотрудничеством в «Весах» и «Русской мысли» Элиасберг энергично печатался и в Германии. Переводы Элиасберга в предвоенной и в веймарской Германии получили признание как образцовые по своей точности и безупречности стиля. «За 18 лет пребывания на чужбине, — сообщалось в „Летописи Дома литераторов“ (1922, № 8-9), — Элиасберг перевёл около 70 томов русских авторов, составил антологии „Русская литература в портретах“ (Мюнхен, 1922, 2-е изд. — 1923), „Галерея русской литературы“ (Мюнхен, 1922), которые воспринимались как род энциклопедий; попасть на их страницы означало получить известность и признание не только в Германии». Он переводил не только современную русскую поэзию, но и прозу (от Пушкина до Чехова). Также Элиасберг переводил произведения немецких авторов на идиш.
В конце 1922 года его жена, художница З. Н. Васильева, оказалась вовлечённой в громкий скандал. Позволив себе публично (на улице) несколько заявлений, истолкованных в антигерманском духе, она предстала перед судом, который признал её виновной и приговорил к пятимесячному тюремному заключению. Элиасберг вместе с сыном вынужден был покинуть Мюнхен и переселиться в Берлин. Умер в Берлине 26 июля 1924 года от сердечного приступа.

## Творчество
- Переводы русских авторов
  - Ф. М. Достоевский
    - Fjodor M. Dostojewskij:  Die Legende vom Grossinquisitor. Deutsch von Alexander Eliasberg. Furche Verlag, Berlin 1919.
    - Fjodor M. Dostojewskij: Verbrechen und Strafe. Deutsch von Alexander Eliasberg. Kiepenheuer Verlag, Potsdam 1921.
    - Fjodor M. Dostojewskij: Tagebuch eines Schriftstellers. Hrsg. und übertragen von Alexander Eliasberg. 4 Bände. Musarion-Verlag, München 1921—1923.
    - Fjodor M. Dostojewskij: Aufzeichnungen aus einem toten Hause. F. M. Dostojewskij. Übertr. von Alexander Eliasberg. Volksverband der Bücherfreunde / Wegweiser Verlag, Berlin 1923.